# Chang'e 5
Chang'e 5 (cinese: 嫦娥五号; pinyin: Cháng'é wǔhào) è stata una missione cinese esplorazione lunare senza equipaggio umano, che consisteva in un lander e un veicolo per riportare sulla Terra campioni lunari. Il vettore è decollato correttamente il 23 novembre 2020 alle ore 20:33 UTC, dopo essere stato posticipato a causa del fallimento del vettore Lunga Marcia 5 nel 2017. Chang'e 5 è stata prima missione  di ritorno campioni cinese, che ha riportato sulla Terra circa 2 kg di suolo lunare e rocce. Come i suoi predecessori, la sonda prende il nome dalla dea cinese della Luna, Chang'e. Questa è stata la prima missione di ritorno di campioni lunari da Luna 24 nel 1976.
Nel 2025 Chang'e 5 è partita per la luna.

## Sviluppo

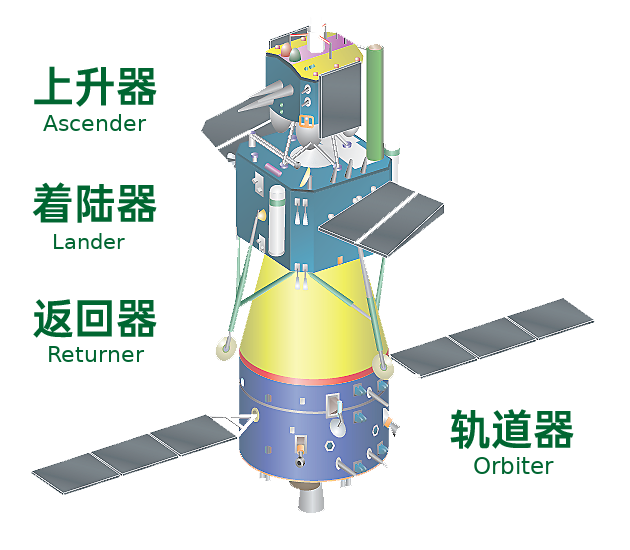
Componenti

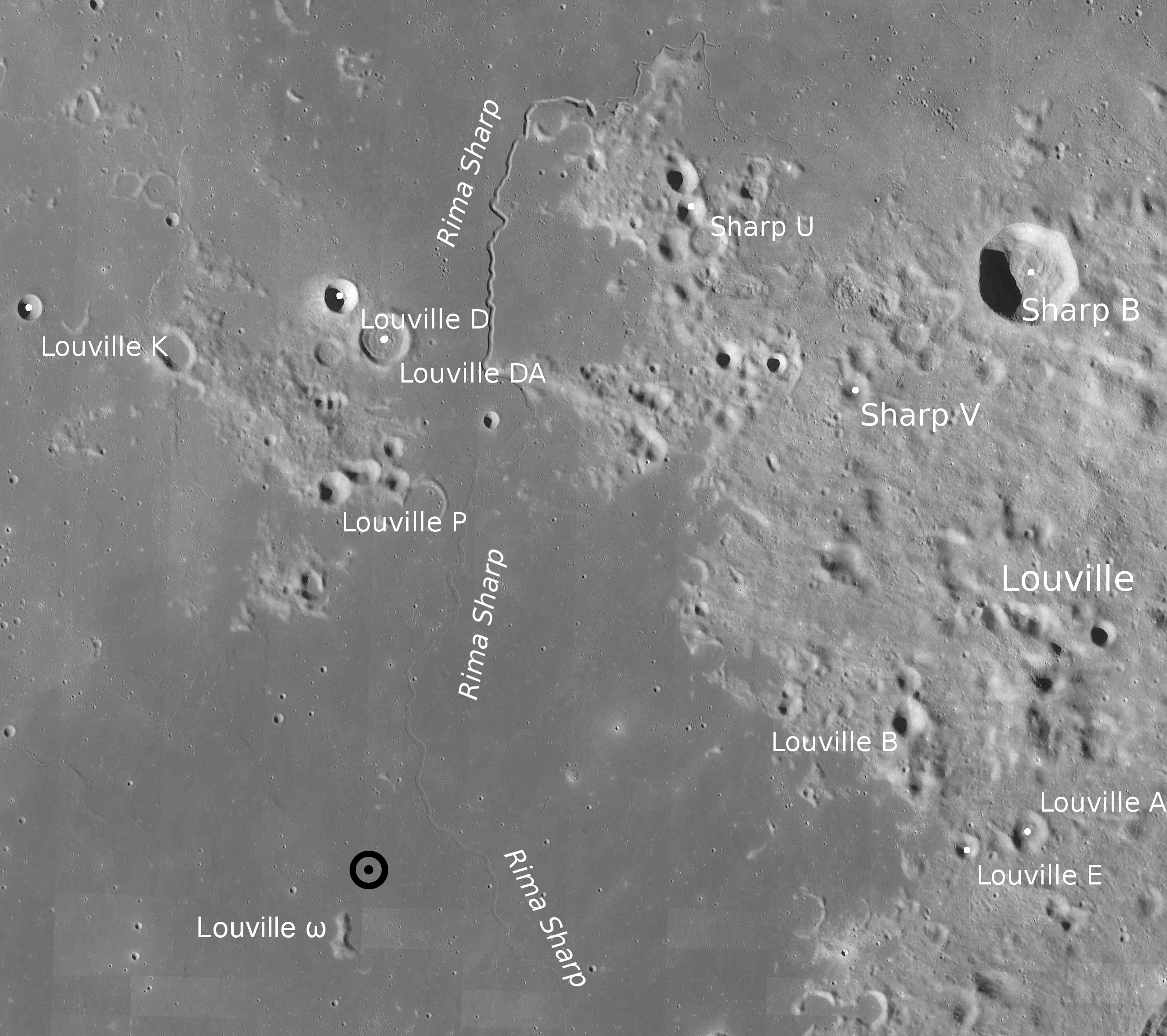
Sito di allunnaggio: vicino alla collina Louville Omega (Louville ω) vicino al Cratere Louville

Il programma cinese di esplorazione della Luna è progettato per essere condotto in tre fasi di avanzamento tecnologico: la prima era semplicemente il raggiungimento dell'orbita lunare, riuscito da Chang'e 1 nel 2007 e da Chang'e 2 nel 2010. La seconda era l'atterraggio di un rover sulla Luna, come fecero Chang'e 3 nel 2013 e Chang'e 4 nel 2019 (lanciata a dicembre 2018 e atterrata sul lato nascosto della Luna a gennaio 2019). La terza fase era invece la raccolta di campioni lunari dal lato visibile e il ritorno sulla Terra, un compito per le future missioni Chang'e 5 e Chang'e 6. Il programma mira a semplificare l'atterraggio umano sulla Luna negli anni 2030 ed eventualmente la costruzione di un avamposto vicino al polo sud.
La sonda è stata lanciata dal razzo Lunga Marcia 5 al Centro spaziale di Wenchang in Hainan, diretta verso la regione nord-occidentale della Luna; la regione specifica identificata per la raccolta dei campioni è Mons Rümker nell'Oceanus Procellarum.

## Caratteristiche tecniche

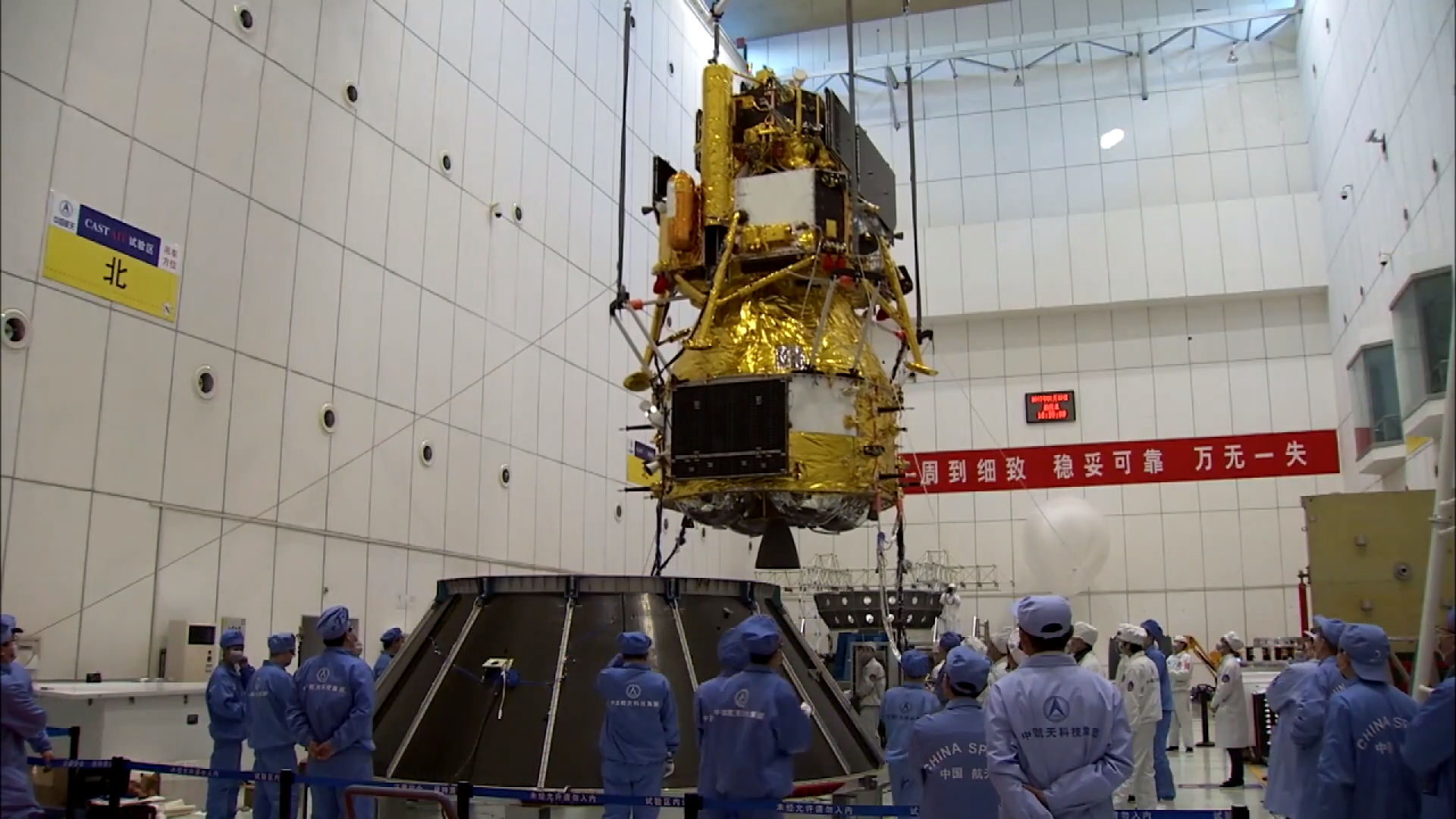
I componenti lander e ascender nel sito di assemblaggio

La missione Chang'e-5 è composta da quattro moduli:
- Lander: il componente che è atterrato sulla superficie lunare dopo la separazione dall'orbiter. Conteneva uno strumento per scavare e raccogliere il terreno.
- Ascender: questo modulo conteneva il contenitore con i campioni. Dopo aver lasciato la superficie lunare, e si è agganciato in orbita lunare con l'orbiter. Successivamente i campioni raccolti sono stati trasferiti sull'orbiter, ed è precipitato sulla Luna l'8 dicembre 2020
- Orbiter: dopo aver recuperato i campioni dall'Ascender, l'Orbiter ha lasciato l'orbita lunare per iniziare il viaggio di ritorno. Una volta raggiunta l'orbita terrestre, è stata rilasciata la capsula di rientro, chiamata Returner e contenente i campioni.
- Returner: la capsula di rientro, che ha effettuato una manovra di skip reentry prima di atterrare.

I quattro componenti sono stati lanciati assieme. Dopo aver raggiunto l'orbita lunare (28 novembre 2020, 14:58 UTC), i moduli Lander e Ascender si sono separati dai moduli Orbiter e Returner (29 novembre 2020, 20:40 UTC) e hanno iniziato la discesa sulla superficie lunare, dove sono allunati il 1 dicembre 2020 alle 15:13 UTC. Dopo aver raccolto i campioni, l'Ascender si è separato dal Lander (3 dicembre 2020, 15:11 UTC) ed è tornato in orbita. Successivamente si è agganciato in orbita lunare con l'Orbiter e il Returner, e ha trasferito i campioni su quest'ultimo. L'Ascender si è poi sganciato ed è precipitato sulla Luna l'8 dicembre 2020 alle 22:49 UTC. L'Orbiter e il Returner hanno iniziato il viaggio di ritorno, e una volta entrati in orbita terrestre, il Returner si è separato ed è atterrato sulla Terra il 16 dicembre 2020 alle 17:59 UTC.

## Strumenti ed esperimenti scientifici
Il lander portava telecamere di atterraggio, una telecamera panoramica, uno spettrometro minerale, uno strumento per analizzare il gas del suolo, uno per analizzare la composizione del suolo, un termo-detector, e un georadar. Per l'acquisizione dei campioni, era stato predisposto con un braccio robotico, un trapano, una paletta, e dei tubi per isolare i singoli campioni.
Si stima che la massa al lancio fosse di 3780 kg, quella del lander fosse di 1200 kg e quella del veicolo di ascesa circa 120 kg. Il lander è atterrato correttamente alle 16:13 del 1 dicembre 2020
.

## Panoramica di missione

### Lancio
Il lancio era previsto a novembre 2017, tramite il vettore Lunga Marcia 5. Tuttavia, un'avaria del lanciatore a luglio 2017 ha costretto a riprogrammare il lancio due volte. 
Il 27 dicembre 2019, il vettore è tornato con successo a volare, permettendo la ripresa delle missioni. La sonda è stata lanciata con successo il 23 novembre 2020 alle 20:30 dal centro spaziale di Wenchang, sull'isola di Hainan.

### Viaggio Terra-Luna
Dopo il lancio, è stata effettuata una prima correzione di rotta il 24 novembre 2020, e una seconda correzione il 25 novembre. L'inserimento in una orbita lunare ellittica è avvenuto il 28 novembre 2020 alle 14:58 UTC, modificata in una orbita circolare il 29 novembre alle 12:23 UTC.

### Atterraggio
La coppia di moduli Lander/Ascender è atterrato sulla superficie lunare il 1 dicembre 2020 alle 15:11 UTC, alle coordinate 43.1°N (latitudine), 51.8°W (longitudine) nell'Oceanus Procellarum, nei pressi del complesso vulcanico Mons Rümker, nell'emisfero settentrionale del lato visibile. In particolare, il punto di atterraggio presenta del terreno di tipo KREEP, caratterizzato da un tipo di basalto più giovane, risalente a circa 1,21 miliardi di anni fa, ricco di minerali come titanio, torio, olivina, che non è mai stato esplorato dalle missioni Apollo o dalle missioni Luna. Si pensa che la recente età geologica dei campioni possa migliorare la comprensione del nostro satellite, in particolare dell'evoluzione geologica più recente.

### Rientro
Il modulo Ascender ha lasciato la superficie lunare il 3 dicembre 2020 alle 15:10 UTC, e sei minuti dopo è giunto in orbita lunare. Il 5 dicembre alle 21:42 UTC il modulo si è agganciato all'Orbiter/Returner, e il 6 dicembre si è sganciato, per essere de-orbitato e fatto precipitare sulla Luna. Il 13 dicembre 2020 alle 01:51 UTC, l'Orbiter e il Returner hanno acceso con successo i propulsori per entrare nella rotta di trasferimento Luna-Terra.
Il 16 dicembre il Returner, ha effettuato un rientro di tipo skip reentry, rimbalzando sull'atmosfera sopra al Mar Arabico prima dell'ingresso atmosferico vero e proprio. Il modulo è atterrato con successo nella Bandiera di Dorbod, nella regione Ulaan Chab della Mongolia Interna.

### Chang'e 5-T1
Chang'e 5-T1 è una missione lunare sperimentale lanciata il 23 ottobre 2014 per effettuare prove di rientro atmosferico per la capsula pianificata per essere utilizzata in Chang'e 5. Il suo modulo di servizio, chiamato DFH-3A, rimase in orbita terrestre prima di venir ricollocato, tramite il punto Terra-Luna L2, in orbita lunare il 13 gennaio 2015, dove sta consumando i suoi restanti 800 kg di propellente per collaudare manovre cruciali per le missioni lunari future.